# Liste der denkmalgeschützten Objekte in Kalwang
Die Liste der denkmalgeschützten Objekte in Kalwang enthält die 24 denkmalgeschützten, unbeweglichen Objekte der Gemeinde Kalwang im steirischen Bezirk Leoben.

## Denkmäler
| Foto |                 | Denkmal                                                                                            | Standort                                           | Beschreibung | Metadaten |
| ---- | --------------- | -------------------------------------------------------------------------------------------------- | -------------------------------------------------- | --- | --- |
| ja   | Datei hochladen | Wehranlage HERIS-ID: 71921 Objekt-ID: 85120                                                        | bei Bachgasse 2 Standort KG: Kalwang               | | BDA-Hist.: Q38128670 Status: § 2a Stand der BDA-Liste: 2025-06-30 Name: Wehranlage GstNr.: 466/1, 445/1                                                                                        |
| ja   | Datei hochladen | Pfarrhof HERIS-ID: 51565 Objekt-ID: 57244                                                          | Bachgasse 10 Standort KG: Kalwang                  | Der stattliche Bau stammt aus dem Jahre 1649 und trägt ein Doppelwalmdach. Er hat ein Rustikaportal mit dem Wappen des Admonter Abtes Adalbert Heufler (1675–1696) und schmiedeeiserne Fensterkörbe. Die im Obergeschoß erkerartig vorspringende Kapelle wurde 1684 erbaut und trägt schweren Gewölbeschmuck. Der Altar der hl. Barbara stammt aus selbiger Zeit und trägt Statuen der hll. Barbara, Benedikt, Scholastika und der büßenden Maria Magdalena. | BDA-Hist.: Q38046008 Status: § 2a Stand der BDA-Liste: 2025-06-30 Name: Pfarrhof GstNr.: .73/2                                                                                                 |
| ja   | Datei hochladen | Bildstock HERIS-ID: 71909 Objekt-ID: 85108                                                         | bei Bachgasse 12 Standort KG: Kalwang              | | BDA-Hist.: Q38128641 Status: § 2a Stand der BDA-Liste: 2025-06-30 Name: Bildstock GstNr.: 107/5, 107/6                                                                                         |
| ja   | Datei hochladen | Fohlenhof HERIS-ID: 71898 Objekt-ID: 85097                                                         | Fohlenhof 1 Standort KG: Kalwang                   | Nach umfangreichen Renovierungsarbeiten, bei denen auch das Bundesdenkmalamt einbezogen wurde, wurde hier am 10. Oktober 2014 das Kulturzentrum Fohlenhof eröffnet. | BDA-Hist.: Q38128612 Status: Bescheid Stand der BDA-Liste: 2025-06-30 Name: Fohlenhof GstNr.: 328/9                                                                                            |
| BW   | Datei hochladen | Wohnhaus Vulgo Schmiedbauer HERIS-ID: 71899 Objekt-ID: 85098                                       | Fohlenhof 2 Standort KG: Kalwang                   | Das Wohnhaus mit Schmiede wurde im Auftrag von Rudolf von Gutmann erbaut und ist Teil der Gesamtdisposition der Anlage des Fohlenhofs. | BDA-Hist.: Q38128613 Status: Bescheid Stand der BDA-Liste: 2025-06-30 Name: Wohnhaus Vulgo Schmiedbauer GstNr.: 328/23                                                                         |
| ja   | Datei hochladen | Wohnhaus, Ehem. Fohlenlaufstall HERIS-ID: 71918 Objekt-ID: 85117                                   | Fohlenhof 16 Standort KG: Kalwang                  | | BDA-Hist.: Q38128651 Status: Bescheid Stand der BDA-Liste: 2025-06-30 Name: Wohnhaus, Ehem. Fohlenlaufstall GstNr.: 301/4                                                                      |
| ja   | Datei hochladen | Postmeilenstein HERIS-ID: 71919 Objekt-ID: 85118                                                   | bei Kalwang 131A Standort KG: Kalwang              | | BDA-Hist.: Q38128660 Status: § 2a Stand der BDA-Liste: 2025-06-30 Name: Postmeilenstein GstNr.: 462/1                                                                                          |
| ja   | Datei hochladen | Wohnhaus HERIS-ID: 71883 Objekt-ID: 85082                                                          | Kirchplatz 3 Standort KG: Kalwang                  | | BDA-Hist.: Q38128606 Status: § 2a Stand der BDA-Liste: 2025-06-30 Name: Wohnhaus GstNr.: .2/1                                                                                                  |
| ja   | Datei hochladen | Kath. Pfarrkirche hl. Oswald und ehem. Friedhof mit Kirchhofmauer HERIS-ID: 51566 Objekt-ID: 57245 | Kirchplatz 5 Standort KG: Kalwang                  | 1268 wurde eine Kirche geweiht. Die wehrhafte Kirchhofmauer wurde nach dem Türkeneinfall (1480) errichtet. 1595 erlitt die Kirche einen Brand und wurde danach erneuert. 1608 wurde Kalwang eine eigene Pfarre und wohl dem Stift Admond inkorporiert. 1742 wurde der Chor neu erbaut. | BDA-Hist.: Q38046017 Status: § 2a Stand der BDA-Liste: 2025-06-30 Name: Kath. Pfarrkirche hl. Oswald und ehem. Friedhof mit Kirchhofmauer GstNr.: .1 Pfarrkirche Kalwang                       |
| ja   | Datei hochladen | Flur-/Wegkapelle HERIS-ID: 71908 Objekt-ID: 85107                                                  | bei Marktstraße 12 Standort KG: Kalwang            | Der Bau stammt aus dem 18. Jahrhundert und hat im Inneren eine gleichzeitige Immaculata-Figur. | BDA-Hist.: Q38128630 Status: § 2a Stand der BDA-Liste: 2025-06-30 Name: Flur-/Wegkapelle GstNr.: 446/1                                                                                         |
| ja   | Datei hochladen | Sog. Röthlstöckl HERIS-ID: 37237 Objekt-ID: 36322                                                  | Marktstraße 27 Standort KG: Kalwang                | Das Steinportal des Stöckls ist mit 1803 bezeichnet. | BDA-Hist.: Q37974547 Status: Bescheid Stand der BDA-Liste: 2025-06-30 Name: Sog. Röthlstöckl GstNr.: .61                                                                                       |
| ja   | Datei hochladen | Wehranlage HERIS-ID: 71922 Objekt-ID: 85121                                                        | bei Marktstraße 32 Standort KG: Kalwang            | | BDA-Hist.: Q38128680 Status: § 2a Stand der BDA-Liste: 2025-06-30 Name: Wehranlage GstNr.: 466/1, 446/3                                                                                        |
| ja   | Datei hochladen | Ärztehaus (sog. Doktorhaus) mit Umzäunung HERIS-ID: 71905 Objekt-ID: 85104                         | Marktstraße 36 Standort KG: Kalwang                | | BDA-Hist.: Q38128621 Status: § 2a Stand der BDA-Liste: 2025-06-30 Name: Ärztehaus (sog. Doktorhaus) mit Umzäunung GstNr.: .104, 159                                                            |
| ja   | Datei hochladen | Ehem. Gewerkenhaus Kettenhaus (Schraglhaus) HERIS-ID: 51564 Objekt-ID: 57242                       | Marktstraße 41 Standort KG: Kalwang                | | BDA-Hist.: Q38045995 Status: § 2a Stand der BDA-Liste: 2025-06-30 Name: Ehem. Gewerkenhaus Kettenhaus (Schraglhaus) GstNr.: .11/1                                                              |
| ja   | Datei hochladen | Ehem. Gewerkenhaus (Gangushaus) und Umgrenzungsmauer HERIS-ID: 71608 Objekt-ID: 84801              | Marktstraße 43 Standort KG: Kalwang                | | BDA-Hist.: Q38127989 Status: § 2a Stand der BDA-Liste: 2025-06-30 Name: Ehem. Gewerkenhaus (Gangushaus) und Umgrenzungsmauer GstNr.: .12, 35                                                   |
| ja   | Datei hochladen | Volksschule mit straßenseitigem Zaun HERIS-ID: 51563 Objekt-ID: 57241                              | Marktstraße 71 Standort KG: Kalwang                | | BDA-Hist.: Q38045984 Status: § 2a Stand der BDA-Liste: 2025-06-30 Name: Volksschule mit straßenseitigem Zaun GstNr.: 177/1                                                                     |
| ja   | Datei hochladen | Flur-/Wegkapelle HERIS-ID: 71856 Objekt-ID: 85055                                                  | bei Marktstraße 71a Standort KG: Kalwang           | | BDA-Hist.: Q38128528 Status: § 2a Stand der BDA-Liste: 2025-06-30 Name: Flur-/Wegkapelle GstNr.: .22/1                                                                                         |
| BW   | Datei hochladen | Anlage Fürst Liechtenstein'sche Forstverwaltung HERIS-ID: 113264 Objekt-ID: 131545seit 2020        | Teichen 4 Standort KG: Kalwang                     | Der rechteckige Bau mit Walmdach ist ein ehemaliges Hospiz und stammt aus dem Jahr 1723. Die Anbauten daneben wurden nach 1908 im Heimatstil errichtet. Anmerkung: Im Dehio unter der veralteten Adresse Kalwang 32 beschrieben. | BDA-Hist.: Q105647078 Status: Bescheid Stand der BDA-Liste: 2025-06-30 Name: Anlage Fürst Liechtenstein'sche Forstverwaltung GstNr.: 9, .53, .52                                               |
| ja   | Datei hochladen | Flur-/Wegkapelle HERIS-ID: 71923 Objekt-ID: 85122                                                  | Standort KG: Kalwang                               | | BDA-Hist.: Q38128690 Status: § 2a Stand der BDA-Liste: 2025-06-30 Name: Flur-/Wegkapelle GstNr.: .199                                                                                          |
| ja   | Datei hochladen | Säge-Kolonie Pisching, Anlage Arbeiterwohnhäuser HERIS-ID: 4214 Objekt-ID: 52                      | Pisching 3, 5, 6, 7, 8 und 9 Standort KG: Pisching | | BDA-Hist.: Q38030441 Status: Bescheid Stand der BDA-Liste: 2025-06-30 Name: Säge-Kolonie Pisching, Anlage Arbeiterwohnhäuser GstNr.: .81, .81/3, .81/7, .81/4, .81/2, .81/6, 423, .81/5, 413/2 |
| ja   | Datei hochladen | Stellerhof-Kapelle HERIS-ID: 71929 Objekt-ID: 85129                                                | Standort KG: Pisching                              | | BDA-Hist.: Q38128696 Status: § 2a Stand der BDA-Liste: 2025-06-30 Name: Stellerhof-Kapelle GstNr.: 236                                                                                         |
| BW   | Datei hochladen | Arbeiter- /Angestelltenwohnhäuser und Wirtschaftsgebäude HERIS-ID: 71951 Objekt-ID: 85151          | Teichen 17 Standort KG: Schattenberg               | | BDA-Hist.: Q38128721 Status: § 2a Stand der BDA-Liste: 2025-06-30 Name: Arbeiter- /Angestelltenwohnhäuser und Wirtschaftsgebäude GstNr.: .40/1, .40/2, .40/3, .41, .42                         |
| ja   | Datei hochladen | Kath. Filialkirche hl. Sebastian HERIS-ID: 71930 Objekt-ID: 85130                                  | Sebastianibergweg 9 Standort KG: Sonnberg          | Die ursprünglich spätgotische, aus dem 15. Jahrhundert stammende Kirche wurde um 1700 umgebaut. Die Kirche ist sechsjochig mit 3/8-Schluss, auf schweren gotischen Diensten ruht eine Stichkappentonne. Die Westfassade stammt aus der Zeit um 1700, in Nischen befinden sich drei Heiligenfiguren. Zu dieser Zeit wurden auch Sakriestei- und Oratorienräume an den Chor angebaut und der angestellte Turm erbaut, der eine Zwiebelhaube aufweist. Dies wurde durch eine Ostfassade zusammengefasst. Auch die Ausstattung ist barock, insbesondere der Hochaltar. Das Altarbild des hl. Sebastian stammt aus dem späten 17. Jahrhundert. | BDA-Hist.: Q38128703 Status: § 2a Stand der BDA-Liste: 2025-06-30 Name: Kath. Filialkirche hl. Sebastian GstNr.: .27                                                                           |
| BW   | Datei hochladen | Lourdes-Kapelle HERIS-ID: 71931 Objekt-ID: 85131                                                   | Standort KG: Sonnberg                              | Die Kapelle aus dem 18. Jahrhundert diente ursprünglich als Knappenkapelle und wurde 1889 zu einer Kapelle mit Lourdesgrotte und Marienfigur umgestaltet. Auch die Quellenfassung in der Kapelle wurde zu dieser Zeit erneuert. | BDA-Hist.: Q38128711 Status: § 2a Stand der BDA-Liste: 2025-06-30 Name: Lourdes-Kapelle GstNr.: .26                                                                                            |